# Dialecte de Nanchang
Le dialecte de Nanchang, appelé en Chine, (chinois simplifié : 南昌话 ; chinois traditionnel : 南昌話 ; pinyin : nánchāng huà ; litt. « nanchangais » ou 南昌片, nánchāng piàn, en référence à la ville de Nanchang), également appelé dialecte nanchangduchang (南昌都昌片, nánchāng dūchāng piàn en référence à Nanchang et au xian de Duchang voisin) ou dialect changjing (昌靖片, chāngjìng piàn) est une dialecte du gan, une des langues han, parlé dans la province du Jiangxi, ainsi que dans le xian de Pingjiang, dans la province voisine du Hunan.

## Tons
Le gan est une langue tonale, comme dans toutes les langues han. Elle possède 5 tons, représentés par 7 symboles tonals en alphabet phonétique international en raison de la consonne finale.
| Numéro du ton | Nom du ton         | représentation numérique des hauteurs | API transcription (avec a) |
| ------------- | ------------------ | ------------------------------------- | -------------------------- |
| 1             | niveau haut        | (42)                                  | a˦˨ ou â                   |
| 2             | niveau bas         | (24)                                  | a˨˦ ou ǎ                   |
| 3             | montant            | (213)                                 | a˨˩˧ ou á̀́                  |
| 4             | Commençant en haut | (55)                                  | a˥ ou á                    |
| 5             | Commençant en bas  | (21)                                  | a˨˩ ou à                   |
| 6             | Entrée haute       | (5)                                   | ak˥ ou ák                  |
| 7             | Entrée basse       | (21)                                  | ak˨˩ ou àk                 |

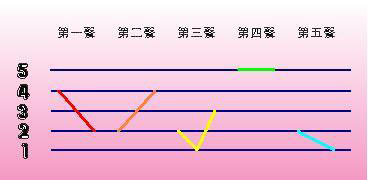
tons des langues gan

Les 6e et 7e tons sont identiques respectivement aux 4e et 5e, à la différence que la syllabe se termine par une consonante finale /t/ ou /k/.